# Constantino Martínez-Orts
Constantino Martínez-Orts (Valencia, 8 de febrero de 1977) es un músico, director de orquesta y compositor español. Es el creador y director musical de Film Symphony Orchestra, compañía sinfónica de 90 instrumentistas creada en 2012, especializada en interpretar bandas sonoras; la cual ha tenido gran aceptación por parte del público en sus siete giras por España.

## Biografía
Martínez-Orts nació en Valencia el 8 de febrero de 1977. Inició sus estudios musicales en los conservatorios de su ciudad natal José Iturbi y Joaquín Rodrigo. Continúa sus estudios de composición en The London College of Music de Londres y su formación como director de orquesta en The Institute for Conductors at Bard College en Nueva York.
Como compositor, su producción se encuentra ligada a la industria audiovisual y cinematográfica. En 2017, compone la banda sonora para el filme de la realizadora británica Joanna Quinn, Dreams & Desires, nominada a los premios Oscar y Bafta. En 1998 y 2008 compone la música para los campeonatos del mundo de atletismo. En 2017, fue el compositor de la música que acompañó la 31.ª edición de los premios Goya.
Su labor como director orquestal en la actualidad está vinculada a Film Symphony Orchestra, considerada la «primera orquesta sinfónica europea especializada en la realización de giras de música de cine». También ha dirigido, The BBC Concert Orchestra (Londres), la Orquesta Filarmónica Nacional de Moldavia (Kisiniev), la Orquesta de Cámara Craiova Visrtuosi, la Orquesta Filarmónica “Oltenia” de Craiova, la Orquesta del Teatro Lírico “Elena Teodorini” de Craiova en Rumania, la Orquesta del Festival de Sofía (Bulgaria) y Bard College Symphony Orchestra (Nueva York). 
Ha sido docente en distintos conservatorios, como el Conservatorio Superior de Música “Salvador Seguí” de Castellón, en el Conservatorio Superior de Música “Oscar Esplá” de Alicante, y en la primera sede externa ubicada en Valencia del reconocido centro musical estadounidense Berklee College of Music, donde es profesor de dirección de orquesta en el máster de Film Scoring.
En la actualidad es asesor y miembro del jurado en el Concurso Internacional de Composición de Bandas Sonoras Juan Gil Bodegas Familiares, donde comparte jurado con Roque Baños, Lucio Godoy o Bruce Broughton. Se trata del premio más importante de su categoría con una importante dotación de 50.000 euros a un único ganador.
Ha dirigido su compañía instrumental en televisión, en más de cinco ocasiones, en El hormiguero en la cadena Antena 3, compartiendo escenario con celebridades como Harrison Ford, Omar Montes o Chris Pratt.  Ha colaborado frecuentemente en el programa Gente Despierta con su sección “Todo es lenguaje musical” , en Radio Nacional de España.
En 18 de agosto de 2018, fue el presidente de honor del concierto Mano a Mano de Buñol en su 45ª edición, declarada fiesta de interés turístico de la comunidad valenciana. El 22 de septiembre comenzó su nueva gira de 60 conciertos como homenaje a la música de banda sonora del compositor estadounidense John Williams.En los últimos años ha continuado llevando a cabo diversos espectáculos con la FSO, como Fénix, Krypton, Dracul o Tarab, entre otros.

## Premios
Ha obtenido galardones nacionales e internacionales como director y compositor.
- Augusto Especial 25 Aniversario del Festival de Cine de Zaragoza
- Postgraduate Composers Prize que The London College of Music
- Premio en el Concurso Nacional de Composición Amadeus
- Premio en el Concurso Internacional de Composición Tomas Luis de Victoria
- Premio a la Mejor Banda Sonora en la XXXI edición de la Mostra de Cine de Valencia
- Premio Jerry Goldsmith por su obra Pax et Bonum
- Gran Premio de Dirección de Orquesta de Moldavia
- 2º Premio en el Concurso Internacional de Dirección de Orquesta en Craiova

## Discografía

### Álbumes
- Krypton (Live)
- Fénix (Live)
- La Mejor Música de Cine, Vol 4. Film Symphony Orchestra (2018)
- La Música de las Galaxias, Film Symphony Orchestra (2017)
- La Mejor Música de Cine, Vol 3. Film Symphony Orchestra (2017)
- La Mejor Música de Cine, Vol 2. Film Symphony Orchestra (2016)
- La Mejor Música de Cine, Vol 1. Film Symphony Orchestra (2015)